# 城东街道 (江阴市)
城东街道是中华人民共和国江苏省无锡市江阴市下辖的一个街道办事处。
2009年11月20日，无锡市人民政府批复同意调整澄江街道办事处为澄江、城东2个街道办事处。城东街道办事处管理8个居委会，22个村委会。其管理区域面积53平方公里，户籍人口7.04万人。办事处驻江阴市龙山大街109号。

## 行政区划
城东街道下辖以下村级行政区划单位：
山观社区、长山社区、滨江社区、锦隆社区、双牌社区、东新社区、肖山社区、双牌社区、杨市社区、石牌社区、杨市社区、金山社区、山观村、许姚村、朝阳村、洪流村、心经村、寿山村、香山村、山源村、江海村、胜利村、江虹村、白沙村、安全村、石牌村、陈桥村、长山村、杨宦村、任桥村、勇峰村、金童村、团结村和红岩村。